# Литлтаун (Аризона)
Литлтаун (енгл. Littletown) насељено је место без административног статуса у америчкој савезној држави Аризона.

## Демографија
По попису из 2010. године број становника је 873, што је 137 (-13,6%) становника мање него 2000. године.
| Група             | 2000.       | 2010.       |
| Белци             | 435 (43,1%) | 220 (25,2%) |
| Афроамериканци    | 21 (2,1%)   | 15 (1,7%)   |
| Азијати           | 2 (0,2%)    | 11 (1,3%)   |
| Хиспаноамериканци | 509 (50,4%) | 607 (69,5%) |
| Укупно            | 1.010       | 873         |